# Общий рынок Восточной и Южной Африки
Общий рынок Восточной и Южной Африки (КОМЕСА) (англ. Common Market for Eastern and Southern Africa (COMESA)) — интеграционное объединение в форме зоны преференциальной торговли, предусматривающее поэтапное создание вначале зоны свободной торговли, а затем таможенного союза и общего рынка, учреждённое в 1993 году.
Членами КОМЕСА является 21 государство: Бурунди, Демократическая Республика Конго, Джибути, Замбия, Зимбабве, Египет, Кения, Коморские Острова, Ливия, Маврикий, Мадагаскар, Малави, Руанда, Свазиленд, Сейшельские Острова, Сомали, Судан, Тунис, Уганда, Эритрея, Эфиопия.